# Толстых, Александр Михайлович
Александр Михайлович Толстых (14 марта 1930 — 6 января 2011) — советский передовик производства, бригадир комплексной бригады Липецкого строительного управления № 67 треста «Мосстрой» № 14 Главмосстроя. Герой Социалистического Труда (1980).

## Биография
Родился  14 марта 1930 года в селе Доброе, Добровского района Липецкой области в многодетной семье (трое братьев и трое сестёр).
Отец А. М. Толстых был призван в начале Великой Отечественной войны и погиб на фронте, мать была тяжело больна, пришлось подростку начать работать и стать кормильцем в семье. С 1942 года в период Великой Отечественной войны, в возрасте двенадцати лет начал свою трудовую деятельность в местном колхозе Добровского района Липецкой области, в летний сезон подвозил воду и горючее трактористам на поля, зимой колол дрова и снабжал дровами детские учреждения. 
С 1945 года после окончания войны А. М. Толстых переехал в город Москву и поступил на учёбу в школу фабрично-заводское образования, после окончания которого  получил специальность — каменщика пятого разряда. С 1947 года переехал в город Липецк, работал строителем строительного управления № 67 треста «Мосстрой» № 14 Главмосстроя, занимался строительством жилого фонда для города Москвы, условия для жилья у самого А. М. Толстых были спартанские, жил в бараке на сорок человек с печкой-буржуйкой по центру.
С 1955 года после окончания курсов бригадиров по монтажу железобетонных конструкций А. М. Толстых был назначен руководителем комплексной строительной бригады Липецкого строительного управления № 67 треста «Мосстрой» № 14 Главмосстроя, во главе бригады был участником строительства таких объектов как:  гостиница «Турист» на ВДНХ, Московского автомобильного завода имени Ленинского комсомола а так же кинотеатров, олимпийских  объектов и жилого фонда. За стабильные высокие результаты в выполнении и перевыполнении плановых заданий и принятых социалистических обязательств А. М. Толстых был награждён Орденом Трудового Красного Знамени.  
16 июля 1980 года Указом Президиума Верховного Совета СССР «за выдающиеся успехи, достигнутые в строительстве и выполнении взятых на себя обязательств» Александр Михайловия Толстых был удостоен звания Героя Социалистического Труда с вручением Ордена Ленина и золотой медали «Серп и Молот».
После выхода на заслуженный отдых проживал в городе Липецке, Липецкой области.

## Награды
- Медаль «Серп и Молот» (16.07.1980)
- Орден Ленина (16.07.1980)
- Орден Трудового Красного Знамени